# Peach-Pit
Peach-Pit (яп. ピーチ・ピット пи:ти питто) — псевдоним двух женщин-мангак: Банри Сэндо (яп. 千道万里) и Сибуко Эбара (яп. えばら渋子). Обе начали с создания простых додзинси, теперь же создают мангу в стиле бисёдзё. В 2008 году получили премию издательства «Коданся» за лучшую мангу в жанре кодомо — Shugo Chara!. Также создали дизайн персонажей для игры Ookami Kakushi.

## Работы
| Манга                               | Количество томов                               | Публикация                                          |
| ----------------------------------- | ---------------------------------------------- | --------------------------------------------------- |
| Shugo Chara! (яп. しゅごキャラ!)    | Первая часть — 11 томов Вторая часть — 1 том   | 6 июля 2006 — 28 декабря 2009 3 марта 2010          |
| Rozen Maiden (яп. ローゼンメイデン) | Первая часть — 8 томов Вторая часть — 10 томов | Сентябрь 2002 — июнь 2007 Апрель 2008 — январь 2014 |
| DearS (яп. ディアーズ)              | 8 томов                                        | Март 2002 — декабрь 2005                            |
| Zombie-Loan (яп. ゾンビローン)      | 13 томов                                       | Май 2003 — апрель 2011                              |

| Додзинси      | Ранобэ      |
| ------------- | ----------- |
| Prism Palette | Neo Kowloon |
| -             | Splash!     |